# 田中春美
田中 春美（たなか はるみ、男性）は日本の競走馬（サラブレッド）生産者。北海道日高郡新ひだか町（旧三石町）三石歌苗にある、田中春美牧場の代表者。
日本中央競馬会 (JRA) と地方競馬全国協会 (NAR) に馬主登録されており、勝負服の柄は赤、黄袖、青一文字を使用している。
息子は元騎手で現調教師の田中勝春。

## 主な生産馬
- デライトスライト（1995年府中牝馬ステークス4着）
- ウイニングウエイ（2006年ブラッドストーンステークス）
- ウルトラエナジー（2008年クイーンカップ〈福山〉）
- グレードアップ（2009年不来方賞）
- インザエア（2010年ロータスクラウン賞）
- パッションクライ（2023年サンライズカップ、2024年北海優駿）

## 主な所有馬
- シングルトラック（2001年クラウンカップ）
- ヒミツヘイキ（2001年平和賞、2002年ユニコーンステークス、2003年報知グランプリカップ）
- バイオマスター（1998年朝日杯3歳ステークス3着、1999年アーリントンカップ2着[2]、2000年東京新聞杯3着。引退後種牡馬として繋養）
- ユメロマン（農業高校の生産馬として話題となった馬）
- ギンガリュウセイ（2011年北見記念、2012年ばんえいグランプリ。2010年JRAジョッキーエキシビションに勝春とのコンビで出場[3]）

## 主な繋養馬
- トゥザグローリー（2022年1月30日にイーストスタッドから移動[4]）

### 過去の繋養馬
- ジョーディシラオキ（2015年に大成牧場から移動、2020年3月23日付で転売不明）
- シヨノロマン